# August Cinquegrana
August Cinquegrana (* 25. September 1940 in Youngstown, Ohio; † 16. August 1999 in San Francisco, Kalifornien) war ein US-amerikanischer Filmregisseur, Filmproduzent und Filmschaffender, der 1979 für einen Oscar nominiert war.

## Biografie
Cinquegrana, der in Youngstown im Bundesstaat Ohio geboren wurde, wuchs im kalifornischen Long Beach auf. Nach der High School trat er in die Armee und diente drei Jahre in Frankreich, bevor er nach San Francisco zog. Sein Studium schloss Cinquegrana 1967 an der San Francisco State University mit dem Bachelor ab und wurde anschließend Redakteur bei KPIX-TV. Im Jahr 1971 redigierte er die Titelgeschichte über die Entführung von Patty Hearst für die CBS Evening News. KPIX wurde für diese Berichterstattung mit einem Emmy ausgezeichnet.
Cinquegrana konnte 1977 den AFI Independent Filmmakers’ Award entgegennehmen und drehte mit dem dazugehörigen Preisgeld von 10.000 US-Dollar den Dokumentar-Kurzfilm Goodnight Miss Ann, der sich mit Boxclubs in Los Angeles befasst. Der Film wurde mit zahlreichen Auszeichnungen bedacht, darunter dem Golden Gate Award beim San Francisco International Film Festival und einer Oscarnominierung in der Kategorie „Bester Dokumentar-Kurzfilm“. Der Oscar ging jedoch an Jacqueline und Ben Shedd und deren Film The Flight of the Gossamer Condor, in dem es um die Gossamer Condor geht, das erste von Menschenhand angetriebene Flugzeug.
Toxic Time Bomb: The Fight Against Deadly Pollution, einen Dokumentarfilm über die Entsorgung von Giftmüll und die langfristigen Gefahren, die dieser Abfall für die Umwelt und die Gesundheit der Menschen darstellt, drehte Cinquegrana 1980 für HBO. Bei dem Film New Beginning, in dem es um Bergbau in der Tiefsee geht, führte er Regie. Im darauffolgenden Jahr gehörte Cinquegrana zu den fünf Filmemachern, die Francis Ford Coppola für sein First Directors-Programm in den Zoetrope Studios ausgewählt hatte. Er zog deshalb extra 1982 extra nach Los Angeles, um an dem Film mitarbeiten zu können. Das Projekt wurde jedoch auf Eis gelegt, als das Studio verkauft wurde.
Cinquegrana kehrte daraufhin nach San Francisco zurück, wo er im Lauf der Jahre an diversen Projekten beteiligt war, darunter beispielsweise der Dokumentarserie The Mob für PBS und The Digital Divide über die sozialen Folgen der Computerrevolution.
Verheiratet war Cinquegrana, der im Alter von 58 Jahren in seinem Haus in San Francisco starb, mit Prudence Johnson. Aus der Beziehung ging ein Kind hervor.

## Filmografie (Auswahl)
- 1969: Solar-Express (Kurzfilm; Regie)
- 1977: In Search of…  (Dokumentar-Fernsehserie, Folge Not Rated; Ton)
- 1978: Goodnight Miss Ann (Kurzfilm; Produzent, Regie)
- 1983: America Undercover (Dokumentarfilm TV-MA; Regie)
- 1984: Toxic Time Bomb: The Fight Against Deadly Pollution (Dokumentarfilm; Regie)

## Auszeichnungen (Auswahl)
- Oscarverleihung 1979: Oscarnominierung für Goodnight Miss Ann in der Kategorie „Bester Dokumentar-Kurzfilm“
- Chicago International Film Festival: Nominierung für den Gold-Hugo mit Goodnight Miss Ann in der Kategorie „Beste Dokumentation“